# Вервіо
Вервіо (італ. Vervio) — муніципалітет в Італії, у регіоні Ломбардія,  провінція Сондріо.
Вервіо розташоване на відстані близько 520 км на північ від Рима, 120 км на північний схід від Мілана, 30 км на схід від Сондріо.
Населення — 218 осіб (2014).

## Демографія
Населення за роками:

Станом на 1 січня 2023 року в муніципалітеті офіційно проживав 1 іноземець (громадянин Тунісу).

## Сусідні муніципалітети
- Брузіо
- Грозотто
- Ловеро
- Маццо-ді-Вальтелліна
- Серніо
- Тірано
- Тово-ді-Сант'Агата